# Seznam kulturních památek v městské části Brno-střed
Tento seznam nemovitých kulturních památek v městské části Brno-střed ve městě Brno v okrese Brno-město vychází z  Ústředního seznamu kulturních památek ČR, který na základě zákona č. 20/1987 Sb., o státní památkové péči, vede Národní památkový ústav jako ústřední organizace státní památkové péče. Údaje jsou průběžně upřesňovány, přesto mohou obsahovat i řadu věcných a formálních chyb a nepřesností či být neaktuální. 
Pokud byly některé části dotčeného území vyčleněny do samostatných seznamů, měly by být odkazy na tyto dílčí seznamy uvedeny v úvodu tohoto seznamu nebo v úvodu příslušné sekce seznamu.

## Seznamy podle katastrálního území

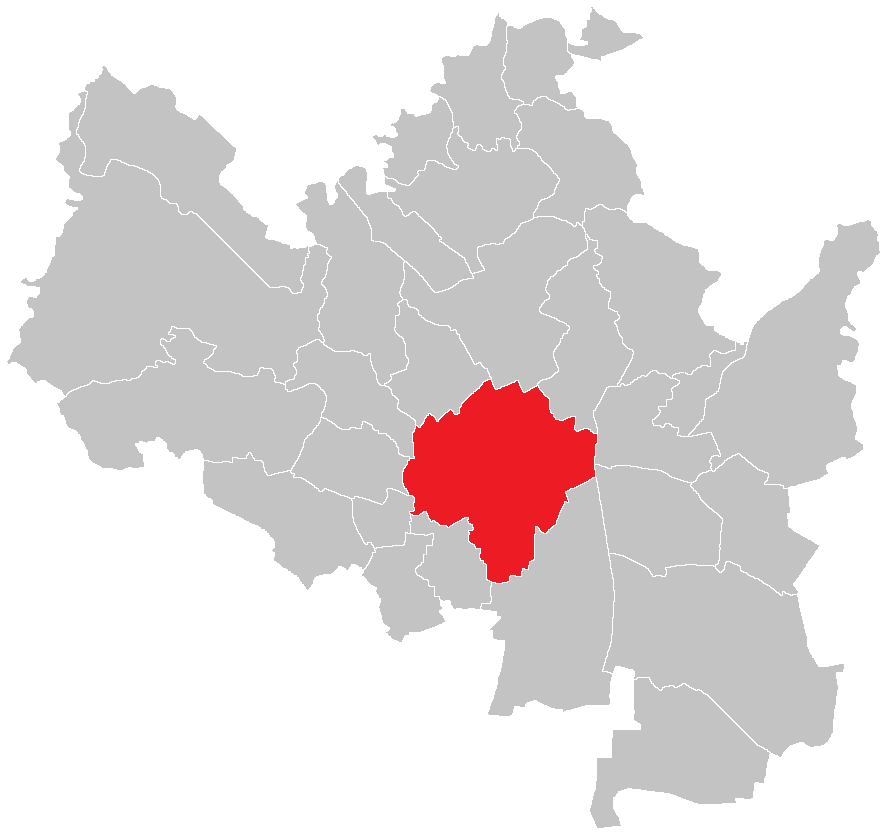
Městská část Brno-střed na mapě města Brna

Městská část Brno-střed zahrnuje několik katastrálních území nebo jejich částí. Kulturní památky v každém z nich byly vyčleněny do samostatného seznamu:
- Seznam kulturních památek v katastrálním území Město Brno
- Seznam kulturních památek na Starém Brně
- Seznam kulturních památek v Černých Polích (Brno-střed)
- Seznam kulturních památek v Pisárkách (Brno-střed)
- Seznam kulturních památek ve Stránicích
- Seznam kulturních památek ve Štýřicích
- Seznam kulturních památek v Trnité (Brno-střed)
- Seznam kulturních památek ve Veveří (Brno)
- Seznam kulturních památek v Zábrdovicích (Brno-střed)